# Comuna Borovan, Vrața
Borovan (în bulgară Борован) este o comună în regiunea Vrața, Bulgaria, formată din satele Borovan, Dobrolevo, Malorad, Niveanin și Sirakovo. 

## Demografie
Componența etnică a comunei Borovan
     Romi (6,28%)
     Bulgari (82,48%)
     Nicio identificare (10,93%)
     Altele (0,73%)
La recensământul din 2011, populația comunei Borovan era de 5.714 locuitori. Din punct de vedere etnic, majoritatea locuitorilor (82,48%) erau bulgari, cu o minoritate de romi (6,28%). Pentru 10,93% din locuitori nu este cunoscută apartenența etnică.